# ارتش آزادی‌بخش ملی (بولیوی)
ارتش آزادی بخش ملی بولیوی (به اسپانیایی: Ejército de Liberación Nacional de Bolivia) یک گروه از چریک‌های عمدتاً کوبایی و بولیویایی تحت فرماندهی چه گوارا بودند که از سال ۱۹۶۶ تا ۱۹۶۷ در استان کوردیلرا به فعالیت پرداختند. این مرحله‌ای از مقاومت مسلحانه برای سرنگونی دولت بولیوی و ایجاد یک دولت سوسیالیستی بود.
در اوایل اکتبر ۱۹۶۷ چه‌گوارا به همراه چندتن دیگر از گروه چریکی توسط ارتش بولیوی در نزدیکی وایه‌گرانده در مدرسه روستای لا ایگرا در سانتا کروز دلاسیه‌را دستگیر و یک روز بعد توسط سرباز بولیویایی ماریو تران با شلیک گلوله اعدام شد.
در نهایت تنها ۵ تن از این گروه توانستند به شیلی بگریزند.